# Enicostema
Enicostema es un género  de plantas con flores perteneciente a la familia Gentianaceae.  Comprende siete especies descritas y de estas, solo tres aceptadas.

## Descripción
Son hierbas perennes, erectas a rastreras, glabras, frecuentemente suculentas; tallos teretes a angulados, frecuentemente alados. Hojas todas caulinares, sésiles, ovadas a lanceoladas o lineares. Inflorescencias axilares y densamente agrupadas. Flores pequeñas, sésiles o casi sésiles, con una bráctea linear subyacente; perianto y androceo 5-partido; tubo del cáliz someramente campanulado o urceolado; lobos de la corola lanceolados; estambres insertados cerca de la mitad del tubo de la corola con una pequeña escama de 2 capuchones en la base de cada filamento filiforme, las anteras introrsas, oblongas, erectas, apiculadas y el polen en mónadas; ovario 1-locular con una placenta ligeramente proyectada hacia adentro, el estilo corto, el estigma capitado. Cápsulas septicidamente 2-valvadas y envueltas por el perianto marcescente; semillas numerosas, pequeñas, foveoladas.

## Taxonomía
El género fue descrito por  Carl Ludwig Blume y publicado en Bijdragen tot de flora van Nederlandsch Indië 848. 1825.

## Especies aceptadas
A continuación se brinda un listado de las especies del género Enicostema aceptadas hasta marzo de 2014, ordenadas alfabéticamente. Para cada una se indica el nombre binomial seguido del autor, abreviado según las convenciones y usos.
- Enicostema axillare (Poir. ex Lam.) A.Raynal
- Enicostema elizabethae Veldkamp
- Enicostema verticillatum (L.) Engl.